# Пахеево
Пахе́ево  (также Пахи́ево и Пахе́евское) — небольшое пресное озеро на севере Костромской области в 10 км от села Шартаново Чухломского района.
Максимальная глубина озера — 22 метра, площадь — 2,5 гектара. Летом вода едва прогревается на два метра. В озере живут ондатры, из рыб — окунь, плотва, щука, налим, судак.
Озеро окружено смешанным лесом. Практически полное отсутствие хозяйственной деятельности в связи с удалённостью от населённых пунктов делает окрестности озера живописным местом.
Название озера легенда связывает с именем Пахим.